# Гусельникове
Гусельникове (до 2025 року — Гусельщикове) — село в Україні, в Новоазовській міській територіальній громаді Кальміуського району Донецької області. Відстань до центр територіальної громади автошляхом Т 0508 становить близько 6 км.
На околиці села розташована геологічна пам'ятка природи місцевого значення Печера біля с. Гусельникове.
Біля села в річку Грузький Єланчик впадає Харцизька.
Внаслідок російської військової агресії із серпня 2014 року перебуває на тимчасово окупованій території.

## Історія

### Імперська доба
Архівні документи, які не збереглися та спогади старожилів щодо села кажуть, що село Гусельщикове засноване 27 квітня 1796 року, село Козлівка у 1798 році, село Шевереве у 1800.
До 1796 року на цих місцях були дрібні поселення з кількох хат: хутір Гнутова, Ремезова та інших. На мапі 1820 року ці поселення нанесені.
1796 року генерал Гусельщиков отримав 2000 десятин земель при Грузькому Єланчику, сюди він поселив 4 родини: Песоцький, Трамбай, Боцман, Плаксин. Це поселення почали називати Гусельщикове.
Перші споруди, мабуть, були на місці нині званої вулиці Центральної, оскільки географічне положення стосовно річки в цьому могло бути найвигіднішим для поселення. Гусельщиков мав 3 економії: поблизу Таганрога, Маріуполя та на місці розташування бригади №3 колгоспу «Росія». Після смерті Гусельщикова володіння перейшло у спадок його доньки Фролової. Вона була дружиною Фролова Костянтина Олександровича.
У документах перепису 1873 року зберігаються такі дані про село Гусельщикове:
"Знаходиться за п'ять верст від моря, налічує 40 дворів, 1 хату, 149 чоловіків і 158 жінок, 25 плугів, 62 коня, 82 пари волів, 161 голів іншої рогатої худоби, 300 свиней, 179 простих овець, 1200 штук птахів. Територія відносилася до Міуського округу (центр Каменськ-Міусенія). 1849 року засновано Ново-Миколаївську станицю (нині м. Новоазовськ)."
1887 року центр округу був переведений до Таганрогу з Новомиколаївської станиці. Округ займав територію від річки Кальміус до річки Міус, з півдня прилягав до північної частини Азовського моря.

### Радянська доба
Після перевороту 1917 Таганрозький округ став повітом. До 1923 року ця територія належала до Таганрозького повіту, а з 1923 року — до Маріупольського округу.
Першим головою колективного господарства був Ярмолов.
Першими навченими трактористами були: Плаксин Іван Миронович, Левенцев Іван Максимович, Трамбай Іван Михайлович.
У колгоспі було створено 3 бригади, які очолили бригадири Голубченко Микола Тимофійович, Хуріленко Микола Михайлович. У 1934 головою колгоспу став Дробртін Юхим Леонідович, секретарем партійного осередку був Поповітченко Олександр Михайлович.
1929 року в селі було створено сільську раду, яка розмістилася в будинку Бойка Олександра Дмитровича. Першим головою був Мальцев, потім став Орлов Іван Васильович. Після вересня 1943 року головою сільради був Ніколаєнко Григорій Трохимович, потім Дерновий Микола Савельєвич, Куценко Костянтин Савельєвич, Бойко Микола Іванович.
У 1952 році сталося об'єднання колгоспів «Червоний партизан», «Червона зірка» (с. Козлівка), «Червоний орач» (Шеверево) у велике господарство — колгосп ім. Жданова (голова Зінченко В. Є.,) а 1957 року колгосп ім. Жданова об'єднався із колгоспом I Будради. Господарство стало економічно міцніше.
Економіка колгоспу дозволила більше місця приділити питанням соціально-економічного розвитку села Гусельщикове. За кошти колгоспу збудовано школу на 192 навчальні місця, сільський клуб на 320 місць, АТС на 50 номерів, 5 приміщень МТФ, механічну майстерню.
1959 року сільська рада була скасована, населені пункти її передані Новоазовській міській раді. З 15 листопада 1962 року діє сільський комітет.
У 1974 році побудовано школу. 1979 року проведено телефонізацію села.
У 1986 році  збудовано 4-х квартирний будинок для вчителів.
1987 року збудовано приміщення під ФАП, ОС, а 1972 року Будинок культури на 320 місць, 1974 року 2-поверховий будинок школи на 192 учнівські місця.
У 1989 році побудований дитячий садок на 75 місць.
Магазин на 4 робочі місця побудований у 1980 році.

### Незалежна Україна
Водопровід селом проведено 1994 року.
Природний газ подано до села 25 грудня 1996 року об 11:40 дня (субота).
З 1.04.1996 року рішенням сесії міської ради школа реорганізована до школи – садка, а з 2000 року до середньої школи – садка.
Дорога до с. Патріотичне доасфальтована 19.06.1998 року.
21 червня 2024 року Верховна Рада України прийняла постанову про перейменування села Гусельщикове Кальміуського району на село Гусельникове.

## Населення
За даними перепису 2001 року населення села становило 636 осіб, із них 53,46 % зазначили рідною мову українську та 46,38 % — російську.
- Семериков Петро Христофорович[5]